# Comuna Andriivka, Dîkanka
Andriivka (în ucraineană Андріївка) este o comună în raionul Dîkanka, regiunea Poltava, Ucraina, formată din satele Andriivka (reședința), Borîsivka, Kucerivka, Landari și Sohațka Balka.

## Demografie
Componența lingvistică a comunei Andriivka
     Ucraineană (97,6%)
     Rusă (1,6%)
     Alte limbi (0,7%)
Conform recensământului din 2001, majoritatea populației comunei Andriivka era vorbitoare de ucraineană (97,6%), existând în minoritate și vorbitori de rusă (1,6%).